# Södra Gällsjön
Södra Gällsjön är en sjö i Orsa kommun i Dalarna och ingår i Dalälvens huvudavrinningsområde. Sjön har en area på 0,558 kvadratkilometer och ligger 520 meter över havet. Sjön avvattnas av vattendraget Gällsjöbäcken. Vid provfiske har abborre och gädda fångats i sjön.

## Delavrinningsområde
Södra Gällsjön ingår i det delavrinningsområde (682235-143095) som SMHI kallar för Utloppet av Södra Gällsjön. Medelhöjden är 554 meter över havet och ytan är 4,24 kvadratkilometer. Det finns inga avrinningsområden uppströms utan avrinningsområdet är högsta punkten. Gällsjöbäcken som avvattnar avrinningsområdet har biflödesordning 4, vilket innebär att vattnet flödar genom totalt 4 vattendrag innan det når havet efter 441 kilometer. Avrinningsområdet består mestadels av skog (76 procent). Avrinningsområdet har 0,4 kvadratkilometer vattenytor vilket ger det en sjöprocent på 9,4 procent.